# Zavelim
Zavelim är ett samhälle i Bosnien och Hercegovina.   Det ligger i entiteten Federationen Bosnien och Hercegovina, i den sydvästra delen av landet, 110 km väster om huvudstaden Sarajevo. Zavelim ligger 787 meter över havet och antalet invånare är 212.
Terrängen runt Zavelim är huvudsakligen kuperad, men västerut är den platt. Terrängen runt Zavelim sluttar söderut. Närmaste större samhälle är Drežnica, 12,9 km öster om Zavelim. 
Omgivningarna runt Zavelim är en mosaik av jordbruksmark och naturlig växtlighet. Runt Zavelim är det ganska tätbefolkat, med 75 invånare per kvadratkilometer.